# La Chapelle-Craonnaise
Chapelle-Craonnaise – miejscowość i gmina we Francji, w regionie Kraj Loary, w departamencie Mayenne.
Według danych na rok 2010 gminę zamieszkiwało 325 osób, a gęstość zaludnienia wynosiła 31 osób/km².